# Dracom
dracom(ドラカン)は、日本の劇団。前身となる劇団ドラマティック・カンパニーが、大阪芸術大学の学生を中心に旗揚げ。筒井潤が主宰する。

## 概要
1992年、dracomの前身となる劇団ドラマティック・カンパニーが、大阪芸術大学の学生を中心に旗揚げ。
1997年の第7回公演『空腹者の弁』から作風が一変したのを機に、1998年1月に一部の関係者の間で使用されていた「ドラカン」という略称をそのまま集団名とすることになった。
公演では、公演芸術が持っている根源的な要素をバランスよく融合させて、濃密な空間を表出している。主宰である筒井は「我々が生きている世界の中にすでに存在し、浮遊する可能性を見落とさずに拾い上げるという作業を続けているだけ」としている。世界中のあらゆる民族がお祭りの中で行う伝統的なパフォーマンスは、日常の衣食住の営みへの感謝や治療としてのお清め、さらには彼らの死生観を表現していることが多いという前提から、「我々の表現は後に伝統として残すことは考えていないが、現在の我々がおかれている世界観をあらゆる角度からとらえ、それを社会に向けてユーモラスに表現しているという意味で、これを「祭典」と銘打っている。」としている。
2007年京都芸術センター舞台芸術賞受賞。

## 所属俳優
dracomメンバー
- 筒井潤
- 鎌田菜都美
- 松田早穂
- 村山祐希

dracom登録メンバー
- イトヲ
- 稲葉俊
- 大石英史
- 岡村ゆきを
- 住吉山実里
- 高山玲子
- 電電虫子
- 長洲仁美

## 作品
1993年
- 畜生達の微苦笑

1994年
- 本日はお日柄もよく・・・

1995年
- 踊る街角

1996年
- 神童、大いに奏でる
- 学習机に観覧車

1997年
- 空腹者の弁
- 知滅

1998年
- 空腹者の弁
- 女バイオニア

1999年
- 三男坊、しけしけ

2000年
- 全治0.2秒の憂鬱

2016年
- 今日の判定[3]
- ソコナイ図[3]

2017年
- 空腹者の弁[4]
- gallery
- 今日の判定(デュッセルドルフ公演)

2018年
- gallery ♯2
- しじまの夜がこだまする
- 模様曲
- ソコナイ図

2019年
- ふもれすく
- ただ知っているだけのグリム童話
- ソコナイ図
- 釈迦ヶ池 -Der Buddha-teich

2021年
- 楽しみな世界

2022年
- ハッピー・エンディング

2024年
- 釈迦ヶ池再訪